# Svalting
Svalting (Alisma plantago-aquatica) är en av de vanligaste vattenväxterna i Sverige. Den är en dikesväxt, det vill säga bunden till en sådan lokal som ständigt håller växtens bas i vatten. Dess vetenskapliga släktnamn kan härledas från ordet háls, som betyder salt eller hav. På samma plats växer ofta både fuktväxter och vattenväxter, till exempel brunskära, ältgräs, knapp- och veketåg, igelknopp, stäkra och dylikt. Bland dessa växter skiljer den ut sig genom de stora, breda, hela bladen med bågböjda huvudnerver, liknande bladen på groblad (Plantago major). Blomställningen är en stor gles spira. 
Varje särskild blomma är flyktig och efemär. Redan tidigt på eftermiddagen avslutar de 3 skära kronbladen sin blomning och rullar in sig ända till skaftet, för att efter en kort stund bli lösa och slemmiga. Blomningstiden är högsommaren. Alisma-blomman har 3 foder- och 3 kronblad, 3 + 3 ståndare och talrika pistiller i tre grupper. Frukten blir en talrik samling nötlika, plattade småfrukter. 
Svalting är vanlig i större delen av Skandinavien och Finland, men inte i fjälltrakterna. Den växer mera sällan i djupare vatten och får då mycket långa bladskaft och smalare lansettlik flytbladsskiva, som blir ännu smalare eller gräsbladslik där vattnet är i strömning.
Andra, äldre namn på den här växten är stäkregräs och stäker, vilket syftar på att hela växten innehåller en skarp mjölksaft.